# 谷岗乡
谷岗乡，是中华人民共和国江西省抚州市乐安县下辖的一个乡镇级行政单位。

## 行政区划
谷岗乡下辖以下地区：
谷岗村、汤山村、圭峰村、四青村、王坊村、板岭村、登仙桥村、凹下村、水口村和火嵊村。